# Stade Général Seyni Kountché
Het Stade Général-Seyni-Kountché is een multifunctioneel stadion in Niamey, de hoofdstad van Niger. Het wordt vooral gebruikt voor voetbalwedstrijden. In dit stadion vinden de internationale wedstrijden plaats die het Nigerees voetbalelftal speelt. Ook enkele clubs uit de Première Division spelen hier hun thuiswedstrijden. Die clubs zijn Sahel SC, Olympic FC de Niamey, Zumunta AC en JS du Ténéré. Ook voor de Beker van Niger worden hier wedstrijden gespeeld. Behalve voetbal worden er in dit stadion ook rugby- en atletiekwedstrijden gehouden. In het stadion is plek voor 35.000 toeschouwers.
Dit stadion werd gebouwd op het terrein van het Stade du 29 Julliet. Dat oude stadion werd in 1987 afgebroken om ruimte te maken voor het nieuwe stadion. Het stadion is vernoemd naar de voormalige president van Niger, Seyni Kountché (1931–1987). Hij was vanaf 1974 president van het land.